# Трансреактор
Трансреактор (сокр. от слов «трансформатор» + «реактор» или «трансформаторный реактор») — устройство, представляющее собой разновидность трансформатора с неферромагнитным зазором в магнитопроводе, при этом первичная обмотка трансреактора включается в цепь последовательно (подобно трансформатору тока).

## Устройство
Трансреактор имеет первичную и одну или несколько вторичных обмоток, устанавливаемых на магнитопровод с зазором из неферромагнитного материала (магнитопровод с «воздушным зазором»). Благодаря такому устройству трансреактор может работать без повреждений с разомкнутой вторичной обмоткой (режим «холостого хода») и первичной обмоткой, включенной последовательно, тогда как подобный режим для электромагнитного трансформатора тока является аварийным. Величина неферромагнитного зазора δ подбирается такой, чтобы магнитопровод трансреактора работал в ненасыщенном режиме.

## Принцип работы
Принцип работы трансреактора основан на действии закона электромагнитной индукции, при этом вторичный ток, вследствие  неферромагнитного зазора настолько мал, что можно считать, что магнитный поток Φ в магнитопроводе создаётся только первичным током (МДС первичной обмотки), в таком случае:
{\displaystyle \Phi ={\frac {I_{p}\cdot w_{1}}{R_{m}}}} ,где 
{\displaystyle \Phi } — магнитный поток в магнитопроводе,
{\displaystyle I_{p}} — ток первичной обмотки,
{\displaystyle R_{m}} — магнитное сопротивление
Вторичная ЭДС трансреактора:
{\displaystyle E_{2}=4,44\cdot w_{1}\cdot \Phi \cdot f=k^{\prime }\cdot \Phi _{1}m=k\cdot I_{1}}
Согласно закону электромагнитной индукции вектор ЭДС отстаёт от потока, а значит, и от первичного тока на 90°:
{\displaystyle {\vec {E_{2}}}=-j\cdot k\cdot {\vec {I_{1}}}}
Напряжение на вторичной обмотке пропорционально производной по току в первичной обмотке:
{\displaystyle U=E_{2}={\frac {-k\cdot dI}{dt}}}
Параметр {\displaystyle k} — имеет размерность сопротивления (индуктивного сопротивления {\displaystyle X_{L}}), т.о. трансреактор равноценен реактору, включённому в цепь тока {\displaystyle I_{p}}, что и объясняет название данного прибора — трансформаторный реактор (трансформатор с выходными реакторными параметрами). Наличие зазора создаёт пропорциональную зависимость между током и напряжением в трансреакторе, что невозможно в обычном электромагнитном трансформаторе тока из-за насыщения.

## Применение
Трансреакторы получили распространение в схемотехнике релейной защиты, как приборы, предназначенные для преобразования тока (производной тока) в напряжение и осуществления гальванической развязки.

## Преимущества
- Преобразование тока и производной тока в пропорциональное ей напряжение
- Наличие гальванической развязки
- Уменьшение апериодической составляющей (что может использоваться в дифференциальной защите трансформаторов для уменьшения бросков токов небаланса при включении[1])
- Возможность работы в режиме «холостого хода» и на высокоомную нагрузку без повреждения.

## Недостатки
- Относительно небольшое значение выходного напряжения (из-за наличия зазора в магнитопроводе величина индуцируемой ЭДС во вторичной обмотке мала)
- Увеличение содержания высших гармоник во вторичном напряжении (трансреактор является дифференцирующим элементом, через который проходят высокие частоты)